# Ciulfina
Ciulfina es un género de mantis de la familia Liturgusidae.

## Especies
Las especies de este género son:
- Ciulfina baldersoni
- Ciulfina biseriata
- Ciulfina klassi
- Ciulfina liturgusa
- Ciulfina rentzi